# ヒメオコゼ
ヒメオコゼ Minous monodactylus（姫虎魚、英: Grey stingfish）は、カサゴ目フサカサゴ科に属する魚類。イザナギなどともいう。
田中茂穂博士（1878-1874）による近代の命名のため「いざなぎ」等の異称が残る。
最大で全長15 cmになる。日本では相模湾や新潟以南に棲息する。岩石に寄り添い、砂を掻き分けて腹部を砂中に埋めて擬態する。他のオニオコゼ亜科と同様、有毒の棘を持つ。同じヒメオコゼ属にはイトオコゼ・ヤセオコゼがある。

## 幼魚の生態
東インド諸島から南日本に分布。比較的に沿岸性、内湾性の小型魚であり、幼魚は2～3月と8～10月とに出現するが、10mm以下のものは後者の方が多く、前者は前年の夏のものと推測されている。出現温度は11～27.8℃。黄海から南下する冷水塊に棲息している。出現時刻は夜間に限定され、水深は40～94mほどと比較的浅い。昼間は底棲。

## 民俗
オコゼは姿が醜いことから醜い山の神が喜ぶ、山の神の妻や家来となるなどとされ、各地に奉納儀礼が残る。実物のほか、絵馬に描いての奉納の例もある。あまり食用にはされない。